# Lorenzo Centurione
Il Serenissimo Lorenzo Centurione (Genova, 1645 – Genova, 1735) fu il 143º doge della Repubblica di Genova e re di Corsica.

## Biografia
Probabilmente nativo di Genova in un periodo attorno al 1645, fu a Roma che Lorenzo Centurione trascorse parte della sua giovinezza, dei suoi studi con la frequentazione al Collegio Clementino e ancora come rappresentante della Repubblica di Genova dal 1677 al 1688 dove allacciò ottimi rapporti diplomatici e personali con il pontefice Innocenzo XI.
Nel corso del 1688 fu richiamato nella capitale genovese dove, anziché partire come da sua volontà per la Francia, venne impiegato dal governo in diversi magistrati e uffici dello stato: nel magistrato della Provvisione dei viveri, nel magistrato della Guerra, tra i padri del Comune e tra gli Inquisitori di stato.
Il 26 settembre 1715 il Gran Consiglio lo elesse nuovo doge della Repubblica di Genova: il novantottesimo in successione biennale e il centoquarantatreesimo nella storia repubblicana. In qualità di doge fu investito anche della correlata carica biennale di re di Corsica.
Nel suo mandato biennale sono ricordate negli annali genovesi le visite ufficiali dell'imperatore Carlo VII di Baviera e del principe di Brandeburgo Federico Guglielmo I di Prussia.
Terminato il mandato il 26 settembre del 1717 è probabile che Lorenzo Centurione ricoprì altre cariche pubbliche.
Morì a Genova intorno al 1735 dove fu sepolto nella chiesa di San Francesco a Sestri Ponente.
Al suo matrimonio nel 1671 con Maria Serra è ricordata la presenza del doge Stefano De Mari che, previa autorizzazione da parte del Senato per il suo momentaneo allontanamento da palazzo Ducale, volle partecipare alle festività di nozze. Lo stesso Lorenzo Centurione, in esecuzione della carica dogale, per sole due volte poté lasciare temporaneamente il palazzo in occasione di una visita al Teatro del Falcone (dove fu accompagnato da tre senatori della Repubblica e da altrettanti procuratori) o, ancora, presso il complesso monastico di Santa Maria in Passione ove dimoravano le sue monacate figlie.